# Ostritz
Ostritz (oberlausitzisch: Usterz, obersorbisch Wostrowc) ist eine sächsische Landstadt im Landkreis Görlitz in der Oberlausitz. Ostritz liegt im äußeren Osten Sachsens am westlichen Neißeufer, direkt an der Grenze zur polnischen Stadt- und Landgemeinde Bogatynia.

## Geografie

### Geografische Lage
Das Stadtgebiet erstreckt sich entlang des Westufers der Lausitzer Neiße im Naturraum Östliche Oberlausitz. Von Norden nach Süden folgen aufeinander: Leuba, die eigentliche Stadt Ostritz (das Gebiet der mittelalterlichen deutschen Stadtgründung); die Altstadt (das ehemalige sorbische Dorf (ehemals Alt-Ostritz)), und ganz im Süden das Kloster St. Marienthal mit seiner vorgelagerten Siedlung.

## Geschichte

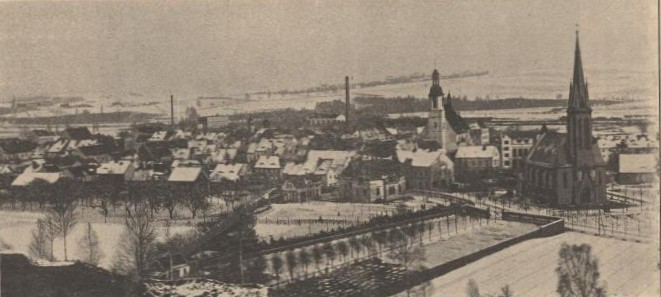
Ansicht um 1900

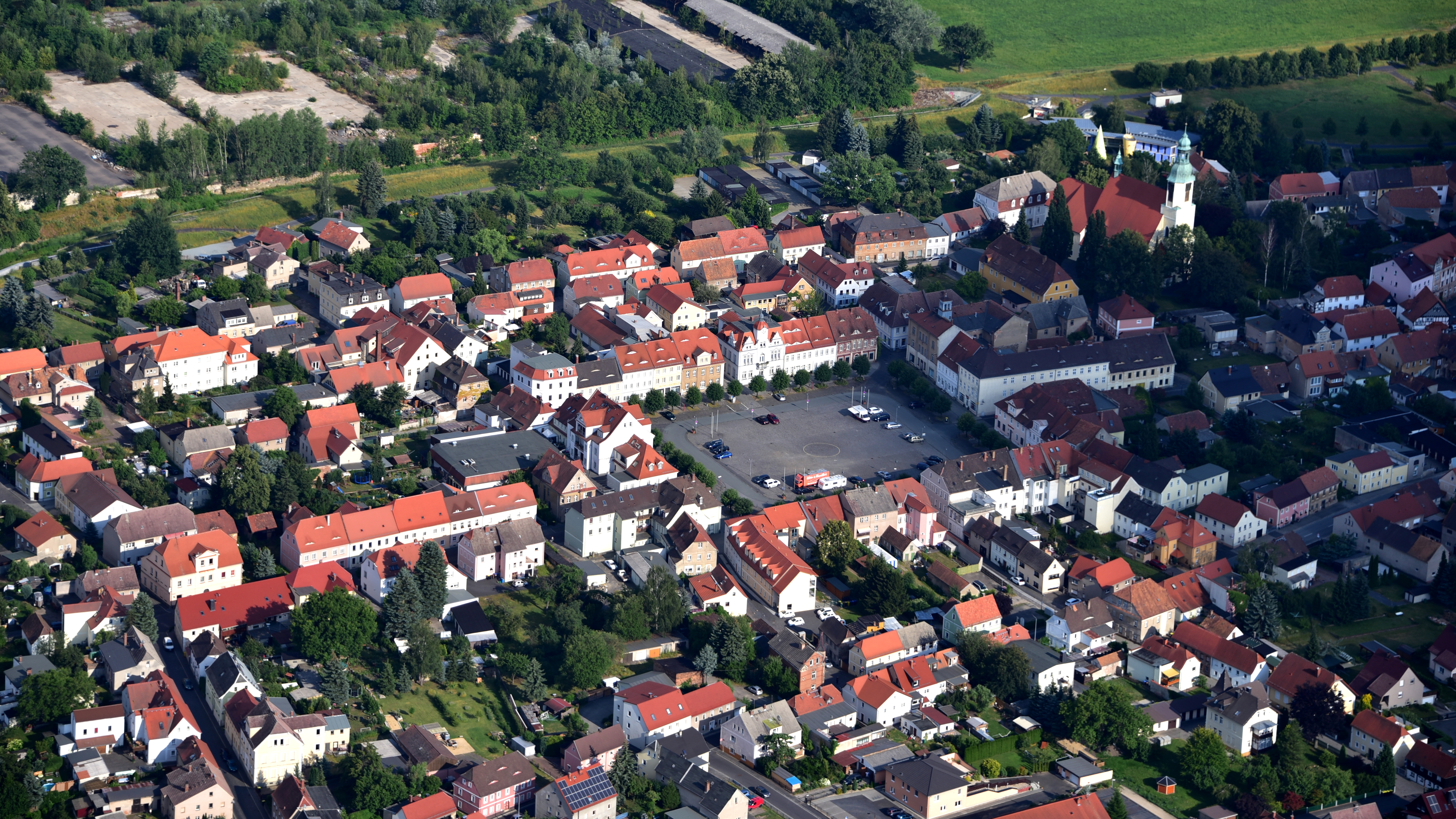
Ostritz, Luftaufnahme (2019)

Die erste Ansiedlung um 500 n. Chr. war ein einfaches slawisches Dorf, mit aus Holz und Lehm erbauten Hütten, welches die Form eines nicht vollständig geschlossenen Rundlings aufwies. Es lag an einem Nebenarm der Neiße, an der alten Straße nach Friedland. Durch die Neiße führte lediglich eine Furt, es gab damals noch keine Brücke.
Ostritz wurde möglicherweise im Jahre 1007 erstmals als castellum Ostrusna erwähnt, der Name kann sich aber auch auf andere Befestigungen, wie den Rotstein bei Sohland beziehen.
Der Name geht auf das altsorbische Wort Ostrožn - ostrog Pfahl zurück und bezeichnet eine mit Palisaden umgebene Siedlung.
Die Herrschaft Ostritz ging um 1230 vom böhmischen König an die Burggrafen von Dohna auf Burg Grafenstein über. Der erste Besitzer der Herrschaft Ostritz dürfte Burggraf Otto I. von Dohna gewesen sein, welcher in den Jahren 1206 und 1239 erwähnt wird. Seine Tochter Adelheid von Dohna († vor 1267) war die erste Äbtissin des 1234 gegründeten Zisterzienserinnenklosters St. Marienthal.

## Eingemeindungen
Am 1. Januar 1933 wurde der südliche Nachbarort Altstadt (ehemals Alt-Ostritz, oft auch Altstadt bei Ostritz) zur Stadt eingemeindet. Südlich von Altstadt hatten sich 1922 die Orte Klosterdominium und Klosterfreiheit (mit den Teilorten Haseldorf und Bergfrieden) mit dem rechts der Neiße gelegenen Rusdorf zur Gemeinde Marienthal zusammengeschlossen. Nach dem Krieg auf die linksseitigen Orte reduziert, kam Marienthal am 1. Juli 1950 zu Ostritz.
Die nördliche Nachbargemeinde Leuba (mit Feldleuba) wurde zum 1. Januar 1994 in die Stadt Ostritz eingegliedert.

## Politik

### Stadtrat
Seit der Stadtratswahl am 9. Juni 2024 verteilen sich die 12 Sitze des Stadtrates folgendermaßen auf die einzelnen Parteien und Gruppierungen:

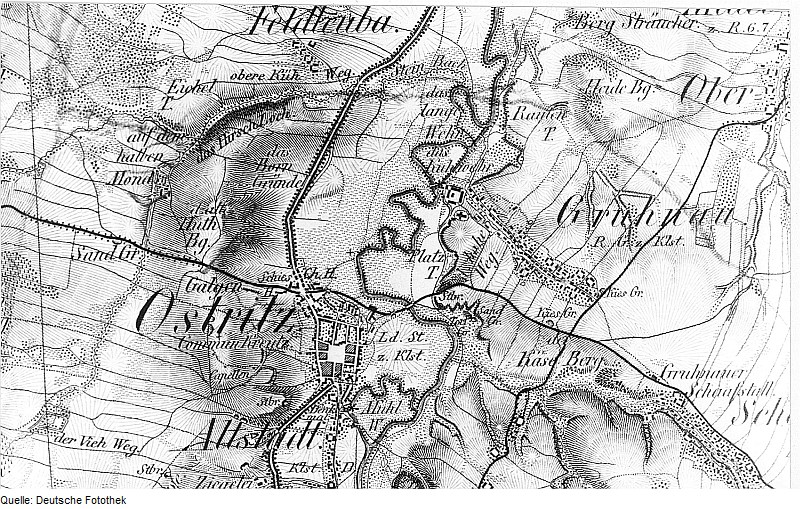
Karte von Oberreit mit Ostritz um 1845

| Stadtrat ab 2024Insgesamt 12 Sitze - UB: 6 - NWS: 3 - CDU: 3 | Partei/Liste                                                  | 2024   | 2024   | 2019   | 2019   | 2014   | 2014   |
| Stadtrat ab 2024Insgesamt 12 Sitze - UB: 6 - NWS: 3 - CDU: 3 | Partei/Liste                                                  | Sitze  | in %   | Sitze  | in %   | Sitze  | in %   |
| Stadtrat ab 2024Insgesamt 12 Sitze - UB: 6 - NWS: 3 - CDU: 3 | Unabhängige Bürgerinnen und Bürger für Ostritz und Leuba (UB) | 6      | 45,1   | 6      | 42,7   | 5      | 33,3   |
| Stadtrat ab 2024Insgesamt 12 Sitze - UB: 6 - NWS: 3 - CDU: 3 | CDU                                                           | 3      | 25,9   | 3      | 28,1   | 5      | 38,8   |
| Stadtrat ab 2024Insgesamt 12 Sitze - UB: 6 - NWS: 3 - CDU: 3 | Nichtorganisierte Wählervereinigung Siedlung (NWS)            | 3      | 25,4   | 1      | 7,7    | 1      | 13,1   |
| Stadtrat ab 2024Insgesamt 12 Sitze - UB: 6 - NWS: 3 - CDU: 3 | Linke                                                         | –      | 3,6    | –      | –      | –      | –      |
| Stadtrat ab 2024Insgesamt 12 Sitze - UB: 6 - NWS: 3 - CDU: 3 | AfD                                                           | –      | –      | 1      | 13,9   | –      | –      |
| Stadtrat ab 2024Insgesamt 12 Sitze - UB: 6 - NWS: 3 - CDU: 3 | FDP                                                           | –      | –      | 1      | 7,6    | 1      | 12,0   |
| Stadtrat ab 2024Insgesamt 12 Sitze - UB: 6 - NWS: 3 - CDU: 3 | NPD                                                           | –      | –      | –      | –      | –      | 2,7    |
| Stadtrat ab 2024Insgesamt 12 Sitze - UB: 6 - NWS: 3 - CDU: 3 | Wahlbeteiligung                                               | 70,1 % | 70,1 % | 67,8 % | 67,8 % | 57,8 % | 57,8 % |

### Bürgermeister
Stephanie Rikl ist seit dem 1. August 2022 Bürgermeisterin, sie setzte sich mit 75,9 % gegen einen Mitbewerber durch. Ihre Vorgängerin, Marion Prange, trat bei der Wahl im Juni 2022 nicht mehr an.
Frau Rikl wurde im Juni 2022 gewählt.
| Wahl | Bürgermeister       | Vorschlag | Wahlergebnis (in %) |
| ---- | ------------------- | --------- | ------------------- |
| 2022 | Stephanie Rikl      | Rikl      | 75,9                |
| 2015 | Marion Prange       | Prange    | 68,9                |
| 2008 | Marion Prange       | Prange    | 80,5                |
| 2001 | Friedrich Tschirner | Tschirner | 62,3                |
| 1994 | Günter Vallentin    | BIO       | 93,0                |

### Wappen
Das Stadtwappen von Ostritz zeigt eine Äbtissin mit Stab unter einem turmgekrönten Torbogen. Es erinnert daran, dass die Nonnen des Klosters St. Marienthal am 9. Dezember 1368 unter Leitung der Äbtissin Agnes von Grißlau sich vor der im Bau befindlichen Stadtmauer postierten, um so deren Zerstörung durch die rivalisierende Sechsstadt Zittau zu verhindern. Dieses Vorhaben konnte zwar nicht verhindert werden, jedoch wurden die Beziehungen zwischen Stadt und Kloster gefestigt, was das Wappen seitdem nach außen hin symbolisiert.

### Städtepartnerschaften
Am 3. Oktober 1990 schlossen Ostritz und die westfälische Stadt Schloß Holte-Stukenbrock einen Partnerschaftsvertrag, der 2008 aufgelöst wurde.
Im Jahr 2003 bekundete die nahegelegene polnische Stadt Bogatynia den Wunsch einer Partnerschaft. Bislang kam es zu keinem Partnerschaftsvertragsschluss, jedoch wurde die Zusammenarbeit zwischen beiden Städten intensiviert.

## Religion

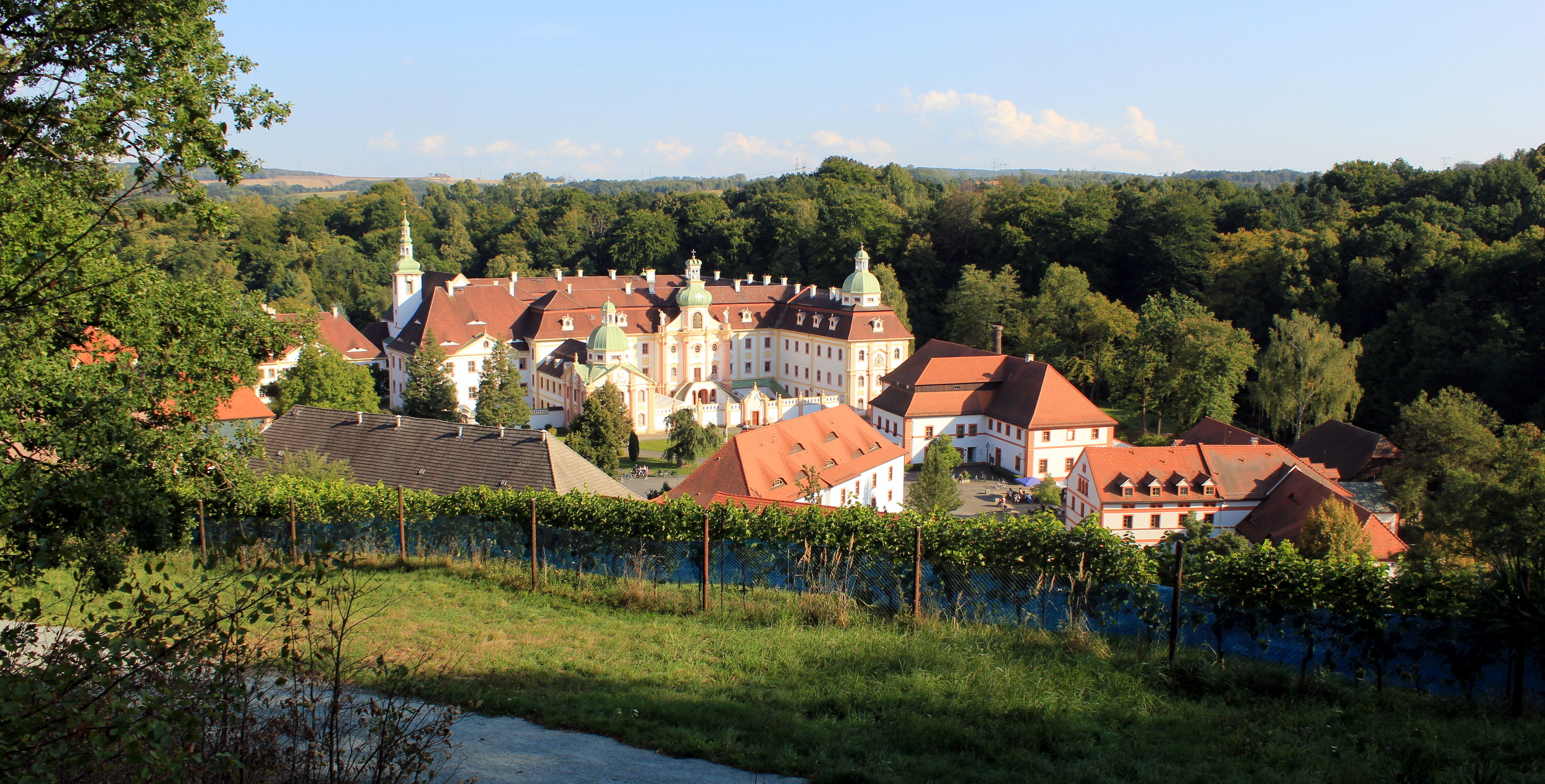
Kloster St. Marienthal

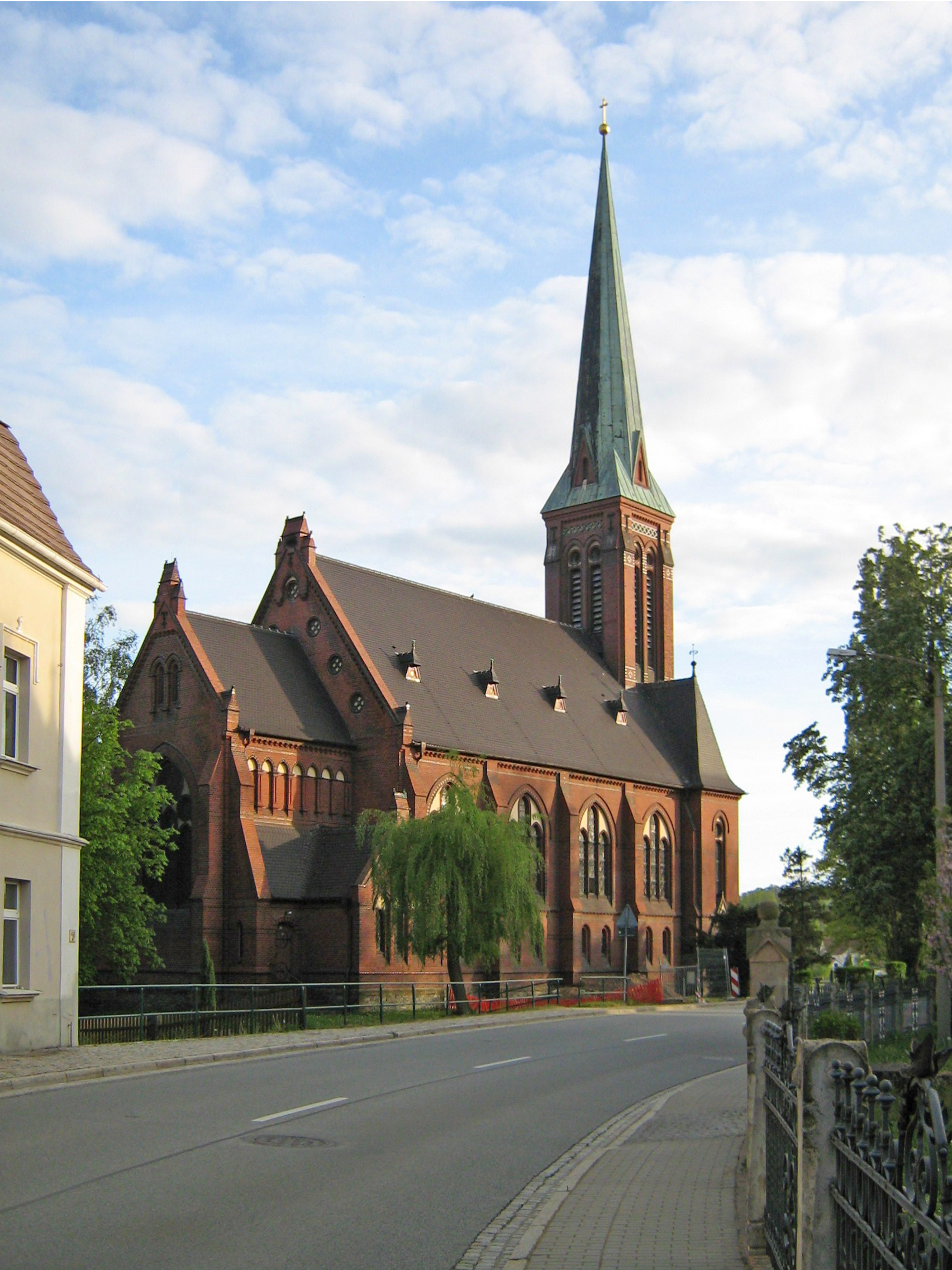
Die ev. Gustav-Adolf-Kirche

In Ostritz sind beide großen christlichen Konfessionen mit ihren Kirchen vertreten. Gemäß Zensus 2022 gehören auf dem Gebiet der heutigen Stadt 28,1 Prozent der Bevölkerung der römisch-katholischen Kirche und 20,7 % der evangelischen Landeskirche, 51,1 % keiner oder einer anderen Glaubensgemeinschaft an.
Katholisch
Die katholische Kirche Mariä Himmelfahrt mit Kirchplatz aus dem 13. Jahrhundert in der Spanntigstraße 5.
Das Kloster St. Marienthal im Stadtteil Marienthal besteht seit seiner Gründung in 1234 ununterbrochen und ist damit das älteste Frauenkloster des Zisterzienserinnenordens in Deutschland.
Evangelisch
Die Evangelisch-Lutherische Gustav-Adolf-Kirche (1886–1890) mit Kirchplatz in der Görlitzer Straße 2.

## Kultur und Sehenswürdigkeiten
→ siehe auch: Liste der Kulturdenkmale in Ostritz
- Kloster St. Marienthal

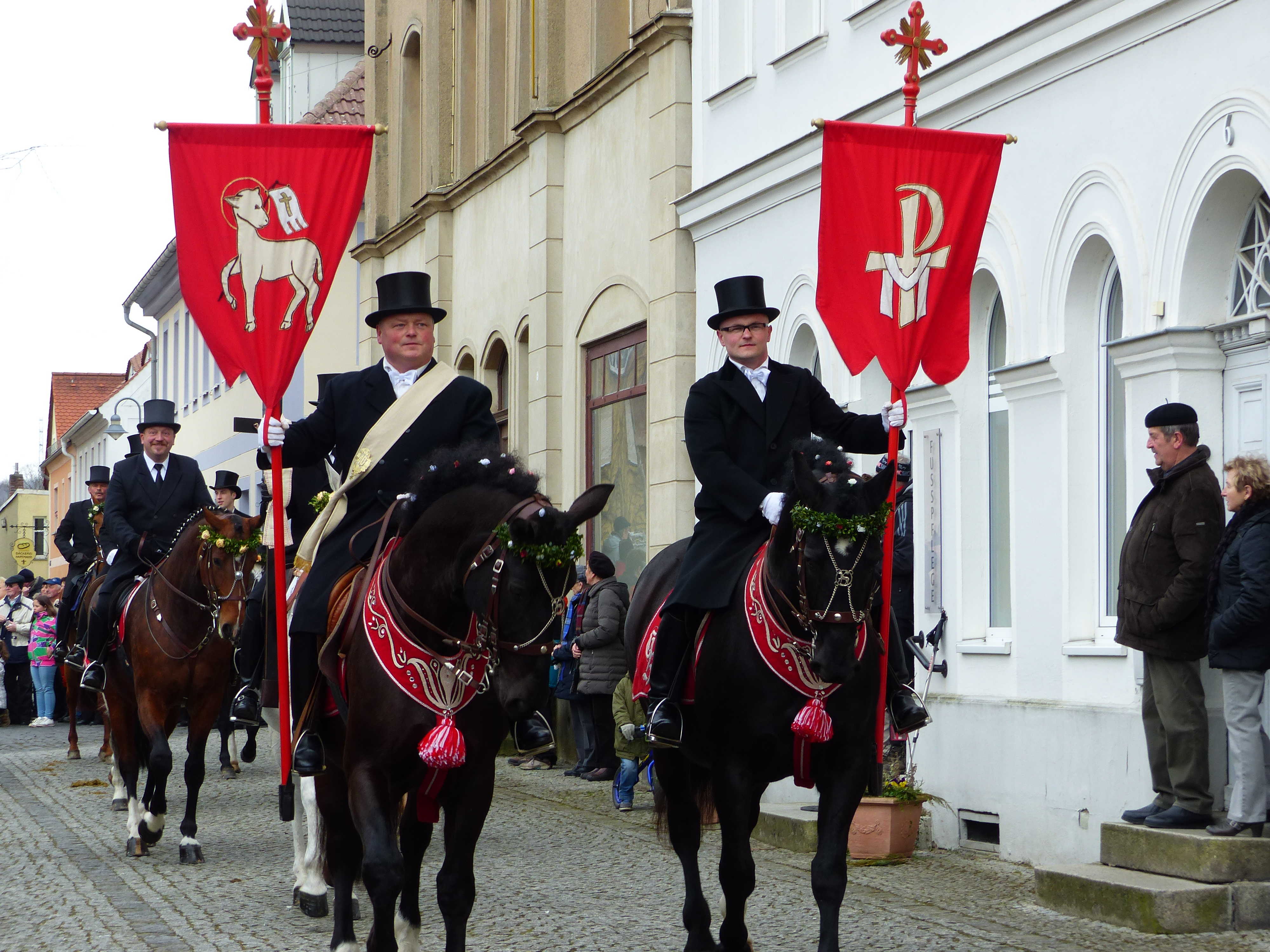
Alljährliches Ostersaatreiten vom Markt zum Kloster

- Kreuzweg beim Kloster St. Marienthal
- Katholische Kirche Mariä Himmelfahrt
- Katholischer Friedhof mit Kriegerdenkmal
- Schausägewerk
- Evangelische Kirche
- Markt mit Rathaus
- Radweg durchs Neißetal nach Hirschfelde
- Stift Joachimstein

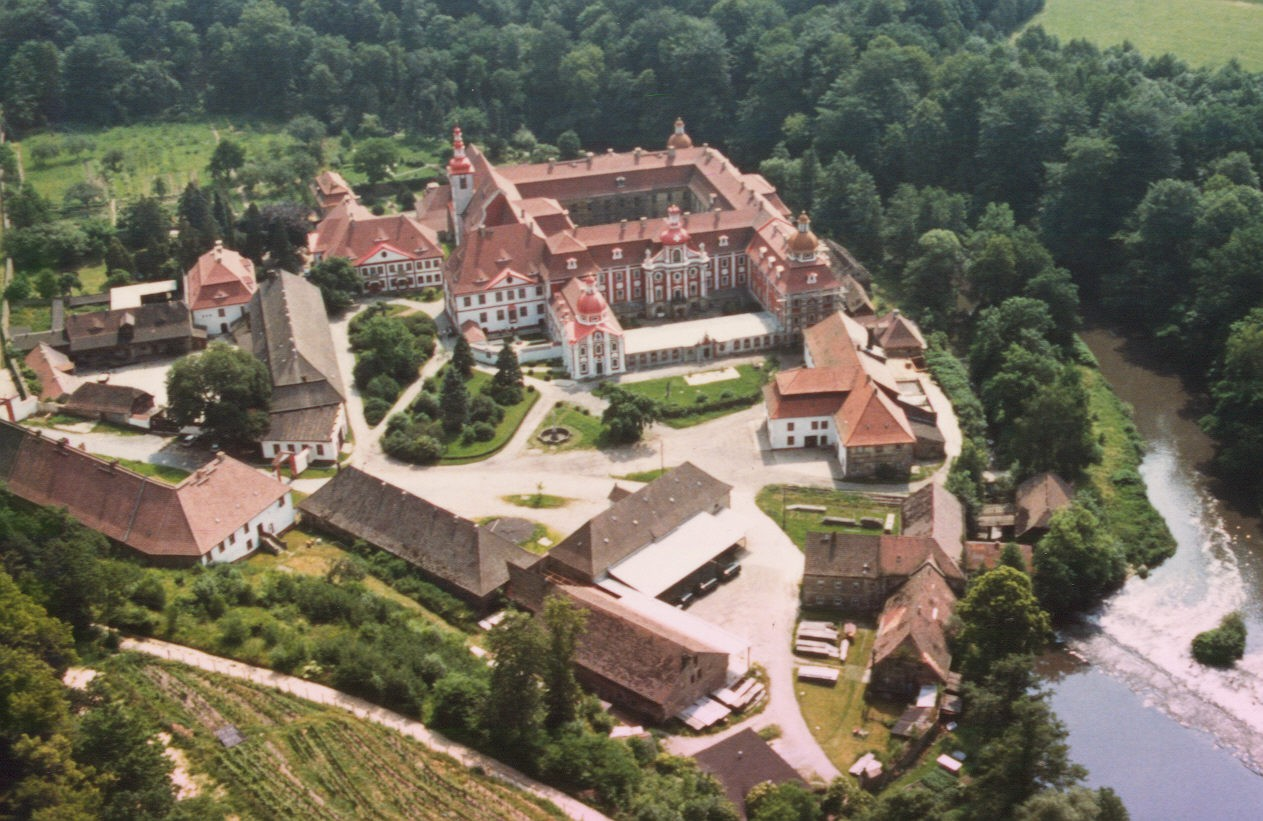
Kloster St. Marienthal
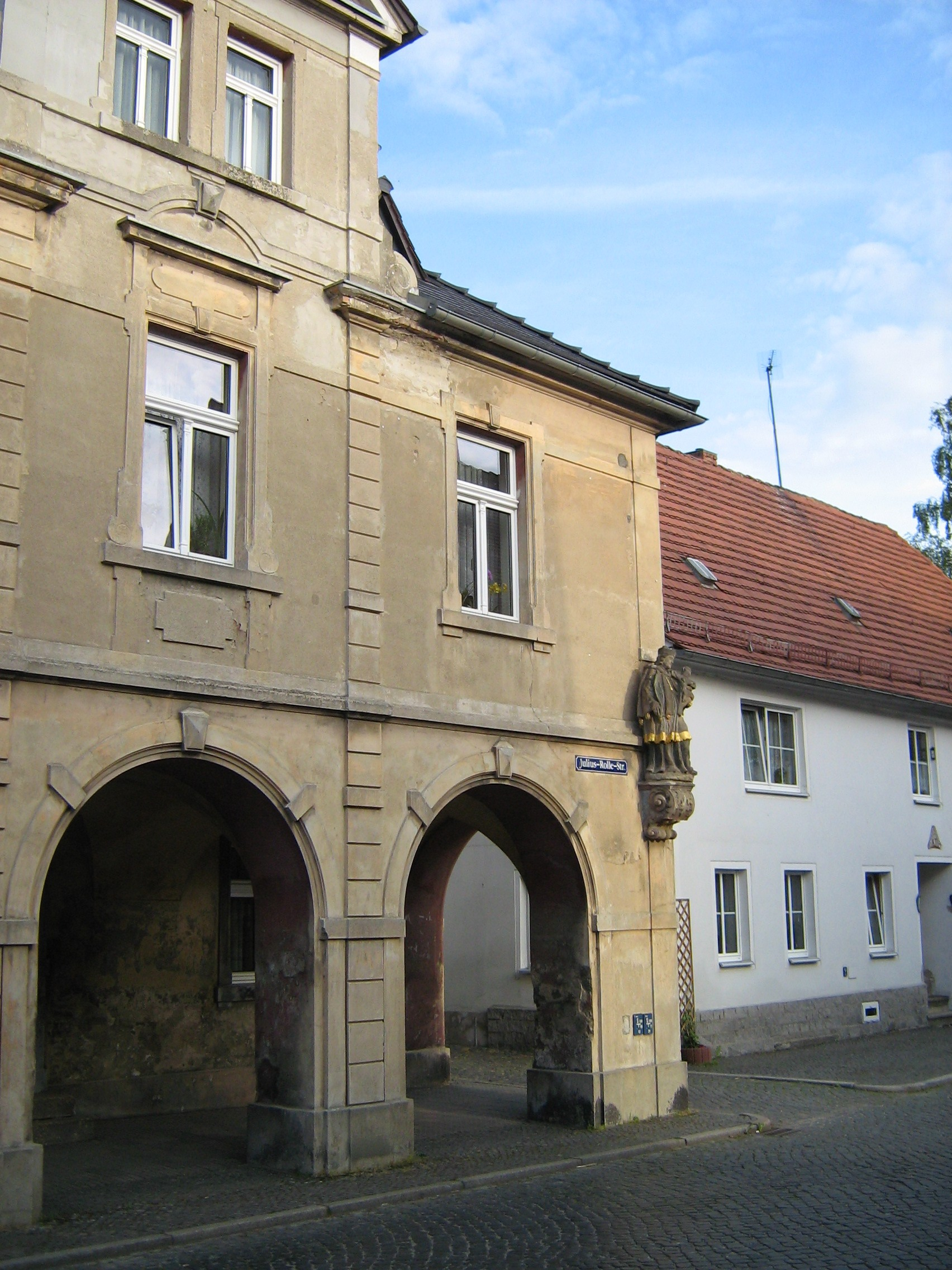
Bürgerhaus mit Heiligenfigur
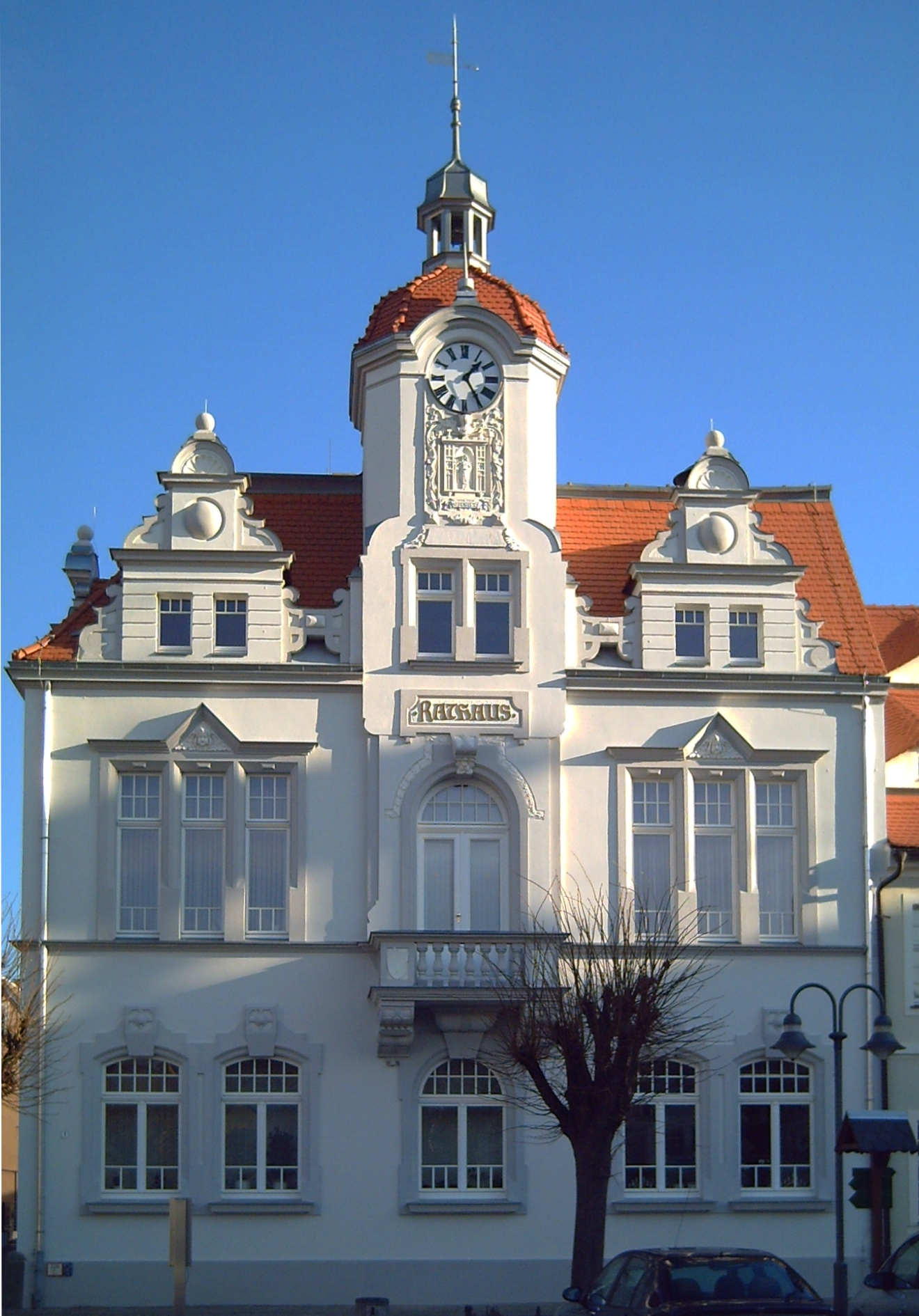
Saniertes Rathaus 2008

### Naturschutz
- Siehe auch: Liste der Naturdenkmale in Ostritz

## Wirtschaft und Infrastruktur

### Verkehr

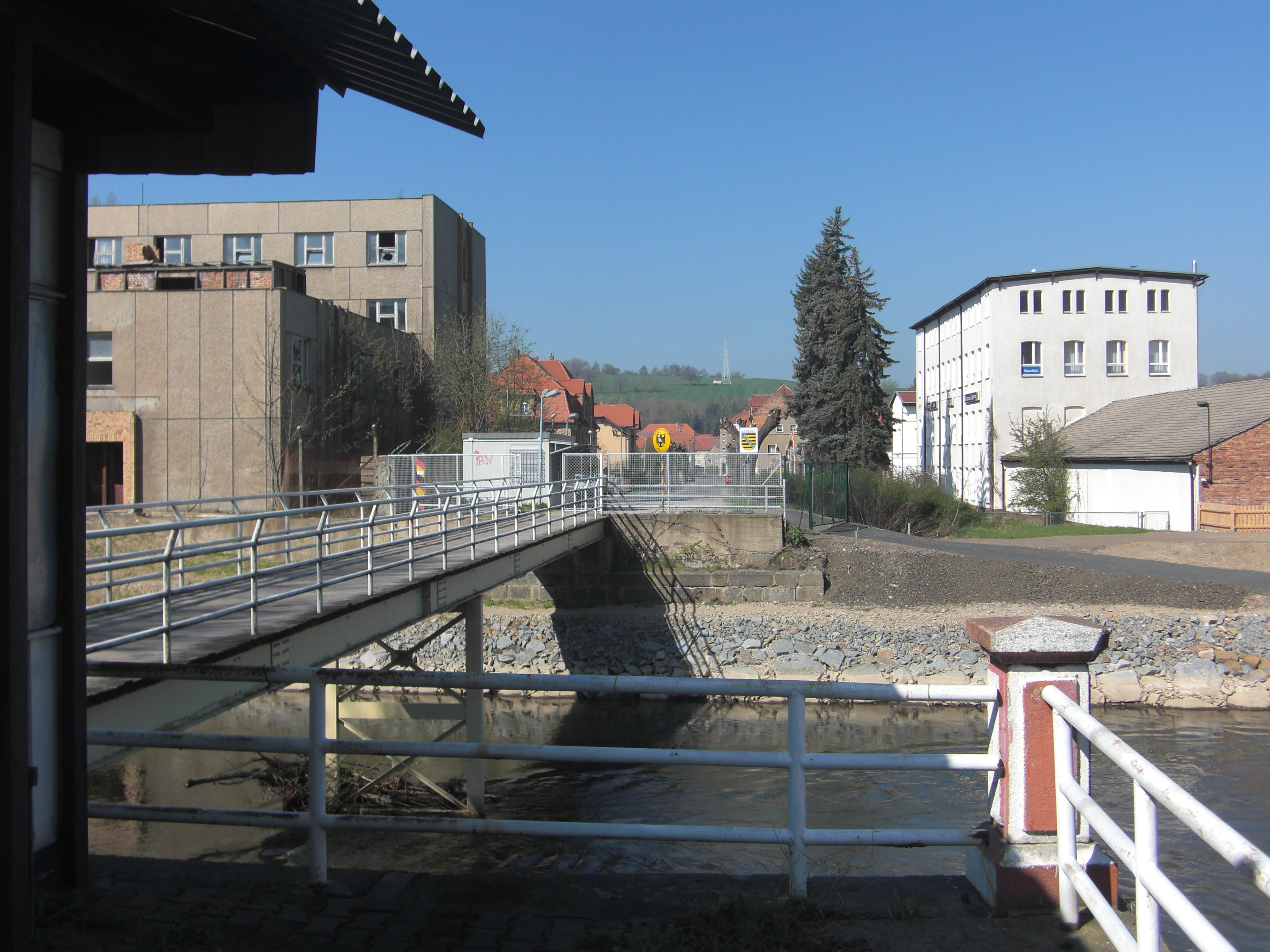
Provisorische Grenzbrücke mit halber Breite über die Neiße. Blick von Polen auf Ostritz in Sachsen

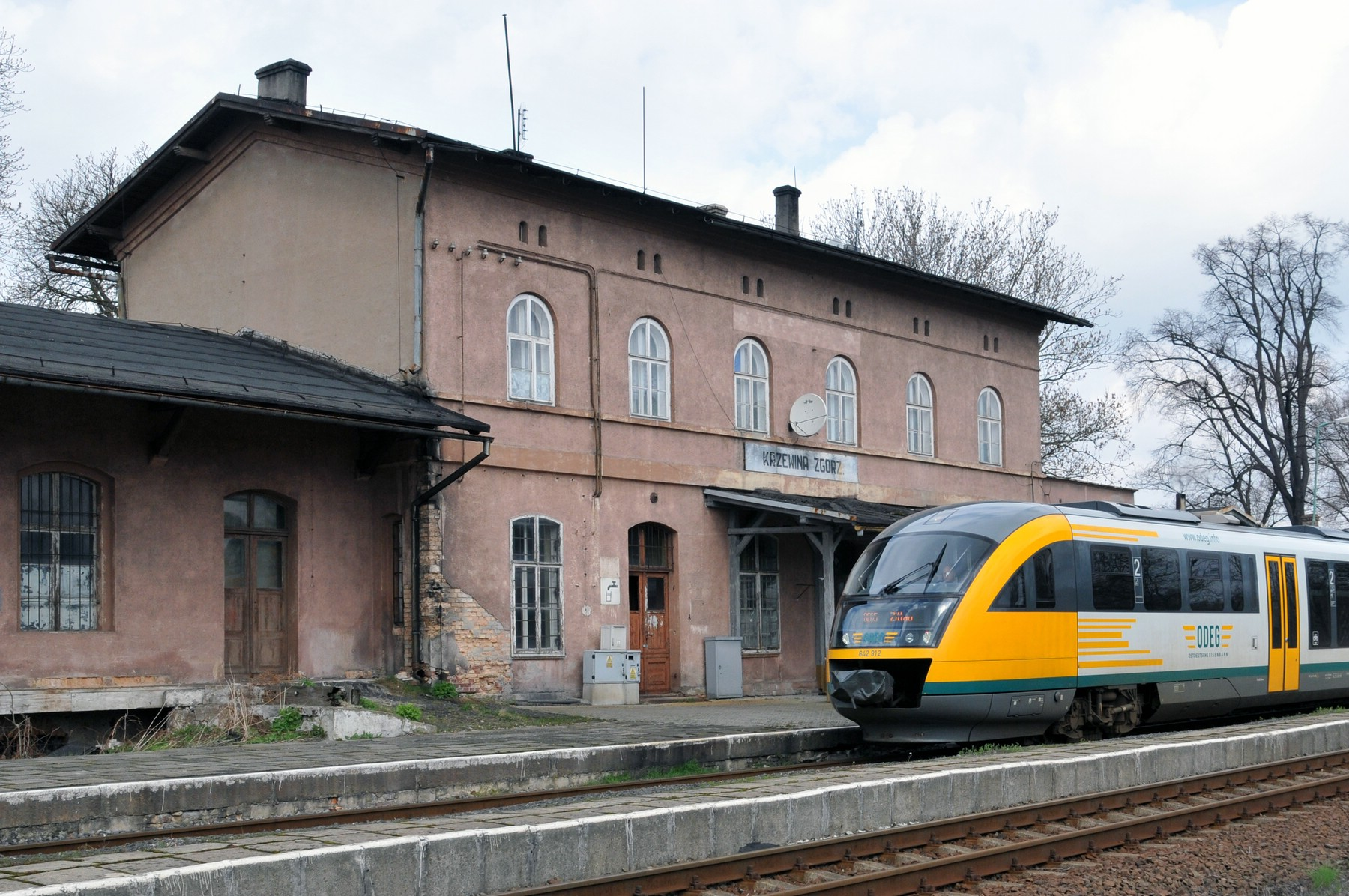
Bahnhof Krzewina Zgorzelecka

Ostritz liegt an der Bundesstraße 99 zwischen Görlitz und Zittau, die 1825 anstelle der alten Verkehrsverbindung, die am südlichen Ortsausgang einen westlichen Verlauf nahm, die Chaussee, erbaut wurde. Außerdem gibt es noch eine wichtige Straßenverbindung in nordwestlicher Richtung über Bernstadt a. d. Eigen nach Löbau und zur A 4 Richtung Dresden.
Die Stadt liegt an der Neißetalbahn, die Zittau mit Görlitz verbindet. Durch die Grenzziehung von 1945 lag der östlich der Neiße befindliche Ostritzer Bahnhof nunmehr in Krzewina (Grunau) in Polen. Die 1945 gesprengte Brücke wurde wiederaufgebaut, jedoch nur mit halber Breite der Widerlager. Erst 1948 wurde zwischen den verantwortlichen Stellen in der damaligen Sowjetischen Besatzungszone in Deutschland und Polen ein erleichterter Durchgangsverkehr vereinbart. Danach konnten Reisende die Behelfs-Grenzbrücke ausschließlich vom und zum Bahnhof Krzewina Zgorzelecka nutzen. Dies wurde vom polnischen Militär streng überwacht, sodass ein Abweichen vom vorgeschriebenen Weg oder den Bahnsteigen unmöglich war. Seit den 1990er Jahren dient die Neißebrücke auch als offizieller Grenzübergang für Fußgänger und Radfahrer zwischen Ostritz und Krzewina Zgorzelecka. Mit dem Beitritt Polens zur Europäischen Union entfielen 2004 die Zollformalitäten, während Ausweiskontrollen noch bis zum Beitritt Polens zum Schengener Abkommen im Dezember 2007 durchgeführt wurden.
Ostritz hat mit seiner polnischen Nachbarstadt Bogatynia eine Absichtserklärung unterzeichnet, die Behelfs-Neißebrücke an der Bahnhofstraße durch eine neue zu ersetzen, die mindestens die ursprüngliche Breite des bestehenden Widerlagers ausnutzt. Damit könnten wieder PKW die Neiße überqueren. Ferner wurde beschlossen, die Klosterbrücke im Ortsteil Marienthal wieder aufzubauen. Trotz Schengen-Beitritts Polens und Entfall der Formalitäten auf Regierungsebene wurden beide Vorhaben mangels finanzieller Mittel noch nicht realisiert.

## Sonstiges
Ostritz ist bekannt als energieökologische Modellstadt Ostritz-St. Marienthal, die sich der Nutzung von regenerativen Energiequellen verschrieben hat.
Bekannt ist Ostritz auch durch das seit 2018 von Thorsten Heise veranstaltete Neonazi-Festival  „Schild und Schwert“. Die in Liegenschaften des Hotels Neißeblick stattfindende Veranstaltung wird im Verfassungsschutzbericht des Landes Sachsen als herausragende Veranstaltung der rechtsradikale Szene erwähnt. Dagegen stellen sich die Ostritzer Friedensfeste zur Feier und Förderung von Demokratie und offener Gesellschaft.

## Persönlichkeiten
- Christian August Pfaltz (1629–1702), Kanonikus am St.-Veits-Dom in Prag, bedeutender katholischer Prediger und Schriftsteller
- Mechthild von der Neiße (1647–1699), Zisterziensernonne im Kloster St. Marienthal, bedeutende Mystikerin und Kräuterkundige
- Gottfried Tollmann (1680–1766), evangelischer Pfarrer und Kirchenliederdichter
- Hermann Kurz (1723–1795), Abt von Hohenfurth
- Karl Heinrich Seibt (1735–1806), Pädagoge und katholischer Theologe
- Franz Gareis (1775–1803), Kunstmaler
- Joseph Gareis (1778–1844), Bildhauer
- Johann Gottlieb Gareis (1781–1859), Musikus beim Nationaltheater Berlin, Königlicher Kammermusikus
- Joseph Zacharias Müller (1782–1844), Philologe
- Joseph Bernhard Schönfelder (1787–1835), Priester, Heimatforscher und Autor
- Anton Johann Gareis (1793–1863), Kunstmaler, Lithograph und Radierer
- Henriette Sontag (1806–1854), Opernsängerin
- Franz Bernhard Schiller (1815–1857), Bildhauer
- Edmund Kretschmer (1830–1908), Komponist
- Erna von Abendroth (1887–1959), Krankenschwester
- Julius Rolle (1889–1977), Lehrer und Buchautor (Heimatbuch der Stadt Ostritz, posthum erschienen im Selbstverlag der Stadt Ostritz, 1990)
- Josef Adolf König (1898–1973), Politiker (KPD/SED) und Abgeordneter
- Alfred Zerbel (1904–1987), Offizier in Reichswehr, Wehrmacht und Bundeswehr, 1959–1964 Inspekteur des Heeres der Bundeswehr
- Bruno Heinrich (1908–1992), österreichischer Zisterzienser, 41. Abt des Stiftes Stams
- Emil Pischel (1908–1989), Kunstmaler
- Hans Pflugbeil (1909–1974), Kirchenmusiker und Gründer der Greifswalder Bachwoche
- Alfred Krause (1915–1988), Politiker (CDU)
- Klaus Fröba (* 1934), Schriftsteller